# Anti-androgène
Les anti-androgènes sont des molécules diminuant l'activité des hormones androgènes telles que la testostérone ou l'androstanolone (DHT). Ils agissent en bloquant les récepteurs aux androgènes et/ou en diminuant ou arrêtant la synthèse des androgènes. Ils s'opposent aux agonistes des récepteurs aux androgènes que sont les androgènes proprement dites, les stéroïdes anabolisants, ou bien les modulateurs sélectifs des récepteurs aux androgènes comme l'enobosarm (en).
Les anti-androgènes sont indiqués comme traitement dans différentes affections liées aux hormones androgéniques. Chez l'homme, ils sont utilisés dans le traitement de certains cancers de la prostate ou de l'hypertrophie bénigne de la prostate, de l'alopécie androgénétique, de paraphilies ou d'hypersexualité nécessitant un traitement médicamenteux, des cas de puberté précoce, ou lors du recours à une castration chimique. Chez la femme, les anti-androgènes sont utilisés pour traiter l'acné, la séborrhée, l'hirsutisme, l'alopécie féminine, et dans les situations d'hyperandrogénie comme celles qui sont induites par le syndrome des ovaires polykystiques. Dans le cadre de la transidentité, les anti-androgènes peuvent également faire partie d'un traitement hormonal substitutif ou jouer le rôle d'un bloqueur de puberté, notamment chez les femmes trans.
Bien que variant selon la molécule utilisée, les effets secondaires les plus courants lors d'un traitement aux anti-androgènes chez l'homme sont les douleurs mammaires, la gynécomastie, les bouffées de chaleur, une baisse de la libido, des troubles de l'érection, et à long terme l'infertilité ou l'ostéoporose. Chez la femme, les anti-androgènes agissant sur les récepteurs androgéniques sont généralement bien tolérés, là où les anti-androgènes diminuant directement la production des androgènes peuvent mener à une situation d'hypo-œstrogémie, provoquant des symptômes semblables à ceux de la ménopause tels que l'ostéoporose, les bouffées de chaleur ou les dérèglements du cycle menstruel.

## Utilisation

### Chez l'homme

#### Traitement du cancer de la prostate
Pour un article plus général, voir Cancer de la prostate.

#### Hypertrophie bénigne de la prostate
Le dutastéride et le finastéride, deux inhibiteurs de la 5α-réductase, sont utilisés pour traiter l'hypertrophie bénigne de la prostate, une maladie fréquente chez les hommes âgés entraînant entre autres des troubles de la miction. Ils agissent en empêchant l'enzyme 5-alpha réductase d'effectuer la synthèse de la DHT (androstanolone), une hormone androgène qui stimule la croissance du tissu glandulaire de la prostate. Ils sont parfois combinés avec des médicaments alpha-bloquants, comme la doxazosine, dont l'association avec le finastéride rend le traitement plus efficace que chaque substance prise seule.

#### Perte de cheveux
La calvitie masculine étant généralement causée par la présence d'androgènes, notamment de DHT, l'utilisation d'anti-androgènes permet de ralentir ou d'arrêter sa progression. Le dutastéride et le finastéride, des inhibiteurs de la 5α-réductase, sont efficaces lors du traitement de l'alopécie androgénétique,. Certains produits cosmétiques topiques à base d'anti-androgènes non stéroïdiens comme le fluridil (topilutamide) sont également utilisés en Europe,. Les anti-androgènes plus systémiques que les inhibiteurs de la 5α-réductase ne sont généralement pas employés dans le traitement de la calvitie, les risques de féminisation intempestive ou de dysfonction sexuelle étant trop importants,. Cependant, des formulations à base de clascotérone, qui déclencherait beaucoup moins d'effets secondaires et aurait un effet sur la repousse des cheveux comparable au minoxidil, sont à l'étude depuis 2019.

#### Acné
Les anti-androgènes ne sont généralement pas utilisés dans le traitement de l'acné chez l'homme, en raison des forts risques de féminisation (gynécomastie notamment, même réversible) et de dysfonction sexuelle. Cependant, leur efficacité a été étudiée et confirmée,. L'usage de clascotérone, un anti-androgène topique, a été approuvé en août 2020 par la Food and Drug Administration aux États-Unis dans le cadre du traitement de l'acné masculine,,.

#### Puberté précoce
Les anti-androgènes sont utilisés pour traiter la puberté précoce chez les jeunes garçons,. Ils inhibent les effets des androgènes, retardant le développement des caractères sexuels secondaires et les changements liés au désir sexuel jusqu'à un âge approprié. Les molécules les plus utilisées à cet effet sont l'acétate de cyprotérone, l'acétate de médroxyprogestérone, les analogues de la GnRH, la spironolactone, le bicalutamide (en) et le kétoconazole,,,. La spironolactone et le bicalutamide doivent être administrés avec un inhibiteur de l'aromatase pour limiter la féminisation non souhaitée, due à la présence d'œstrogènes, là où les autres traitements peuvent être employés seuls,.

#### Priapisme
Les anti-androgènes sont efficaces dans le traitement du priapisme récurrent (érections potentiellement douloureuses qui durent plus de quatre heures),,.

## Types d'anti-androgènes
Certains médicaments sont utilisés comme anti-androgènes ou l'ont comme effets secondaires.
- Le flutamide, le nilutamide, le bicalutamide, l'apalutamide et enzalutamide sont classés comme anti-androgènes non stéroïdiens.
- Le finastéride, le dutastéride, le bexlostéride, l'izonstéride, le turostéride et l'épristéride sont des inhibiteurs de la 5-alpha réductase, empêchant la production de dihydrotestostérone à partir de la testostérone.
- La spironolactone et l'acétate de cyprotérone ont des effets anti-androgènes.

Certaines molécules utilisées dans l'industrie ont des effets anti-androgènes.

## Mécanismes d'action

### Inhibiteurs de la synthèse des androgènes
Les inhibiteurs de la synthèse des androgènes sont des inhibiteurs enzymatiques qui empêchent la biosynthèse des androgènes au niveau des gonades et des glandes surrénales, mais également de la prostate, de la peau, ou des follicules pileux.

#### Inhibiteurs de la 5α-réductase
Les inhibiteurs de la 5α-réductase tels que le finastéride ou le dutastéride agissent sur la 5-alpha réductase, une enzyme responsable de la production de DHT à partir de la testostérone. La dihydrotestostérone a un effet androgénique entre 2.5 et 10 fois plus puissant que celui de la testostérone, et est produite dans différents tissus selon l'expression de la 5α-réductase, notamment dans la prostate, la peau et les follicules pileux. Ainsi, la DHT est impliquée dans la physiopathologie de l'hypertrophie bénigne de la prostate, de l'alopécie et de l'hirsutisme, et les inhibiteurs de la 5α-réductase sont utilisés pour traiter ces affections,.

### Divers

#### Anticorticolibérines
Les anti-corticolibérines comme les glucocorticoïdes ou les minéralocorticoïdes exercent un rétrocontrôle négatif sur l'axe hypothalamo-hypophyso-surrénalien, inhibant ainsi la sécrétion de corticolibérine (CRH) et d'hormone corticotrope (ACTH),. Cette inhibition empêche la production de précurseurs aux androgènes (prohormones) comme la déhydroépiandrostérone (DHEA), le sulfate de déhydroépiandrostérone (SDHEA), ou l'androstènedione au niveau de la glande surrénale, d'où leur effet anti-androgénique,. Ces molécules sont rarement prescrites en tant qu'anti-androgènes de première intention, mais elles sont utilisés pour traiter l'hyperplasie congénitale des surrénales : dans le cadre de cette maladie, un déficit en glucocorticoïdes entraîne une production excessive d'androgènes,.

#### Traitements antidiabétiques
Chez les femmes ayant un taux d'insuline circulante plus élevé, comme dans le cas d'une résistance à l'insuline ou d'un syndrome des ovaires polykystiques, l'affinité des androgènes au récepteur des androgènes est augmentée. La metformine, un agent antidiabétique, diminue cette résistance à l'insuline et a un effet anti-androgénique indirect,, la diminution des taux sériques de testostérone pouvant atteindre 50 %.